# 尾田信直
尾田信直，原為臺灣總督府國語學校教員，1909年被奉派為臺灣日治時期台灣總督府高等女學校第一任校長（任期1907年－1919年），為台北第一高女奠下基礎。明治天皇特頒給他敕語謄本，表彰他的貢獻。1919年離職。
| 前任： '- | 台灣總督府高等女學校校長 1907年上任 | 繼任： 秋吉音治 |